# Synodontis comoensis
Synodontis comoensis är en fiskart som beskrevs av Jacques Daget och Lévêque, 1981. Synodontis comoensis ingår i släktet Synodontis och familjen Mochokidae. IUCN kategoriserar arten globalt som nära hotad. Inga underarter finns listade i Catalogue of Life.